# Райхлинг, Рудольф
Рудольф Райхлинг мл. (нем. Rudolf Reichling jun., 23 сентября 1924, Цюрих, Швейцария — 23 ноября 2014, Штефа, Швейцария) — швейцарский гребец и государственный деятель, серебряный призёр Олимпийских игр в Лондоне (1948).

## Спортивная карьера
Родился в семье известного политика Рудольфа Райхлинга старшего, занимавшего должность президента Национального совета Швейцарии (1936-37).
Бронзовый призёр чемпионата Европы по академической гребле в Люцерне (1947) в соревнованиях восьмерок. На летних Олимпийских играх в Лондоне стал обладателем серебряной медали в соревнованиях четвёрок распашных с рулевым.

## Общественно-политическая деятельность
В 1949 г. окончил инженерно-аграрный факультет Швейцарского федерального технологического института в Цюрихе.
- 1949—1974 гг. — преподавать сельскохозяйственных наук в профессиональной школе,
- 1954—1962 гг. — общинный советник города Штефа,
- 1971—1979 гг. — член кантонального совета Цюриха от Швейцарской народной партии, президент (1977),
- 1975—1991 гг. — член Национального совета, его президент (1987-88), уделял большое внимание вопросам аграрной политики.

В 1973—1992 гг. являлся президентом центрального союза швейцарских производителей молока, президент попечительского совета Цюрихского кантонального театра (1981-87), сети магазинов по производству сувениров Schweizer Heimatwerks (1989-98) и швейцарского музея под открытым небом в Балленберге (1992—2000).
Имел воинское звание полковника.